# Maximilien de Robespierre
Maximilien François Marie Isidore de Robespierre (IPA: [maksimiljɛ̃ fʁɑ̃swa maʁi izidɔʁ də ʁɔbəspjɛʁ]) (Arras, 1758. május 6. – Párizs, 1794. július 28.), francia ügyvéd, politikus, forradalmár, a jakobinus diktatúra vezéralakja.

## Élete

### Ifjúsága
Szülei François Maximilien Barthélémy de Robespierre ügyvéd és Jacqueline Marguerite Carrault, egy sörfőző lánya voltak. Anyja szülésben meghalt, apja pedig hatévesen elhagyta őt és testvéreit. Így árvaként nőtt fel, Conzié arrasi püspök segélyezése folytán került a Collège Louis-le-Grand-ba, majd jogot tanult. Szülővárosában ügyvédi irodát nyitott, emellett az irodalom iránt is érdeklődést tanúsított, és elnöke lett az arrasi akadémiának.

### A francia forradalomban
A francia forradalom kitörése után 1789-ben Arrasban a rendi gyűlés képviselőjévé választották, ahol kezdetben keveset szerepelt, doktriner elveivel gyakran nevetség tárgyául szolgált, ezzel azonban keveset törődött. A Jakobinus klub tagja volt, 1790-től elnöke. Rettenthetetlen, megvesztegethetetlen és szívós politikus hírében állt, beszédei gyakran nagy nyilvánosságot kaptak. Az Alkotmányozó Nemzetgyűlés 1791. szeptember 30-i bezárásakor már az egyik legnépszerűbb forradalmár volt. Lakást bérelt Duplay asztalos Saint-Honoré utcai szerény házában, akinek leányával, Éléonore-ral szerelmi viszonyba került. Nemsokára a párizsi törvényszéken közvádló lett, azonban erről a posztról 1792 májusában lemondott. Rövid ideig szerkesztette a „Défenseur de la Constitution” című lapot. Az újonnan megválasztott konventben egyik vezetőjük lett a radikális jakobinusoknak, akik XVI. Lajos király elítélését és kivégzését követelték. 1793 május–júniusában a Közjóléti Bizottság tagja, majd vezetője lett.

### A jakobinus diktatúra vezetője
Miután 1793. június elején megbuktatták az addig kormányzó girondista erőket, Robespierre-t a Közjóléti Bizottság elnökévé választották. Így tulajdonképpen diktátor lett.[forrás?] Ezzel elkezdődött az úgynevezett jakobinus terror időszaka, mely alatt ő és Saint-Just koruk publikuma, majd az utókor számára is a terror legmarkánsabb arcaivá váltak.
A terror teljes kibontakozásához hozzájárult, hogy 1793. szeptember 17-én a Robespierre vezette Konvent megszavazta egy új, a jakobinusok által létrehozott, egyenlőségre törekvő libertárius alkotmány ideiglenes félretételét. Erre legfőképpen a párizsi aktivisták által gyakorolt hatás és a girondisták bukása utáni forradalmi intézkedések szükségessége adott okot. Robespierre és társai, mivel a sans-culotte-ok utcákon folyó, megtorló vérengzése megállíthatatlannak látszott, ezt a vérengzést legalább kézbe szerették volna venni és az ellenforradalmárok, valamint az ország képviselői ellen fordítani azt. Ennek a viselkedésnek a legitimációját Robespierre az erénnyel próbálta megindokolni a publikum és saját maga számára is. Érvelése nyomán, ha a terrort erényes emberek kezelték – és ideológiája szerint a jakobinusok mind erényes, az ország, a nép, és az egyenlőség érdekében munkálkodó férfiak voltak -, akkor a terror valójában nem terror, hanem „igazságszolgáltatás”.

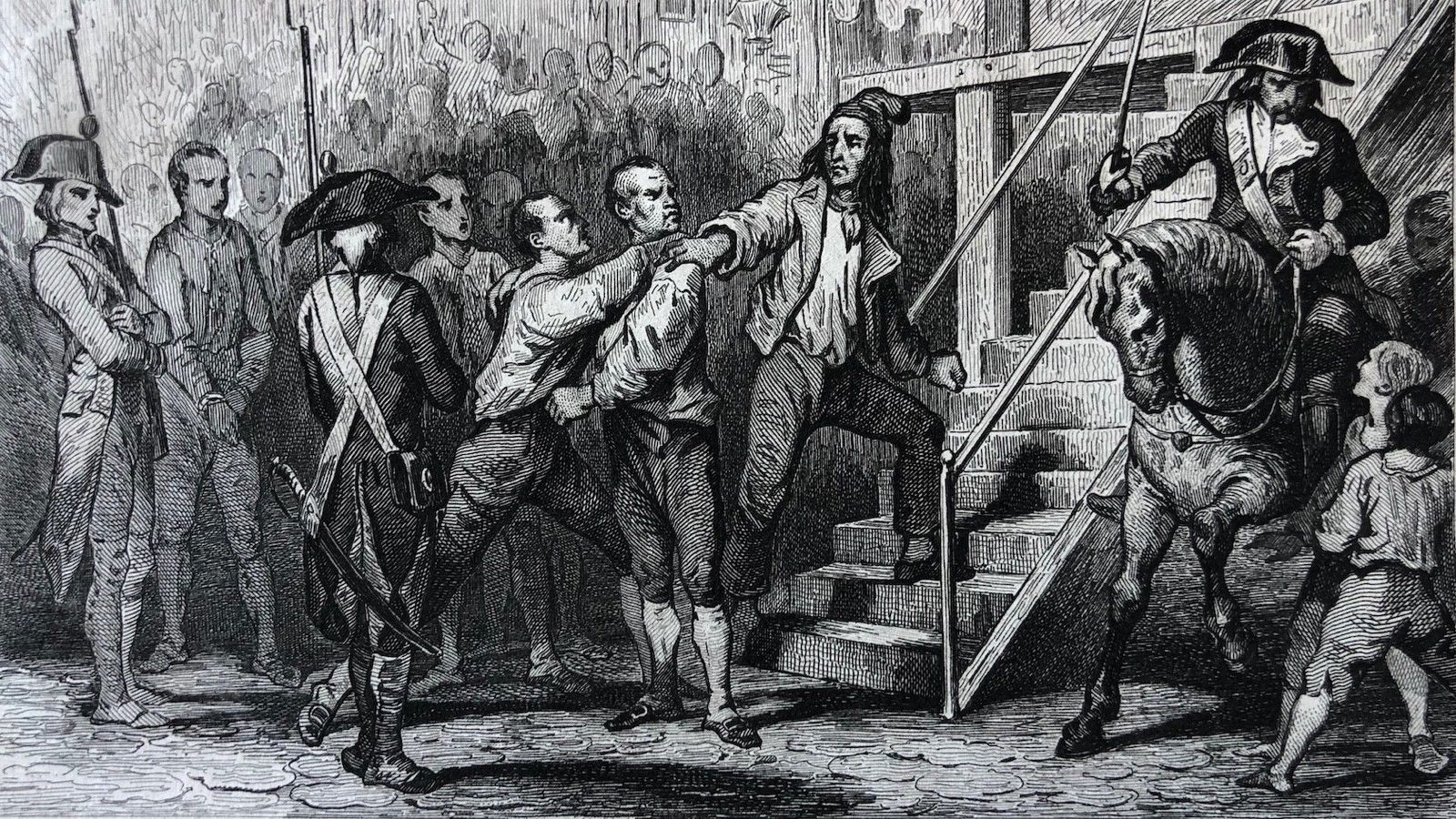
Danton és Desmoulins kivégzése 1794. április 5-én

Még javában folyt a vérengzés és üldözés, mikor Robespierre, az egyedüli hideg fő az általános rémület közepette észlelte, hogy hogyan kezdi elveszíteni tömegtámogatását, emiatt meg akarta fékezni a mozgalmat. Szakított az eddigi iránnyal, szabadulni kívánt a túlzóktól és esetleges versenytársaitól is. Saját párthívei ellen fordult. Először Dantonnal szövetkezve leszámolt a terror féktelen híveivel (a „veszettekkel”. Később a mérsékelteket is guillotine alá küldte. 

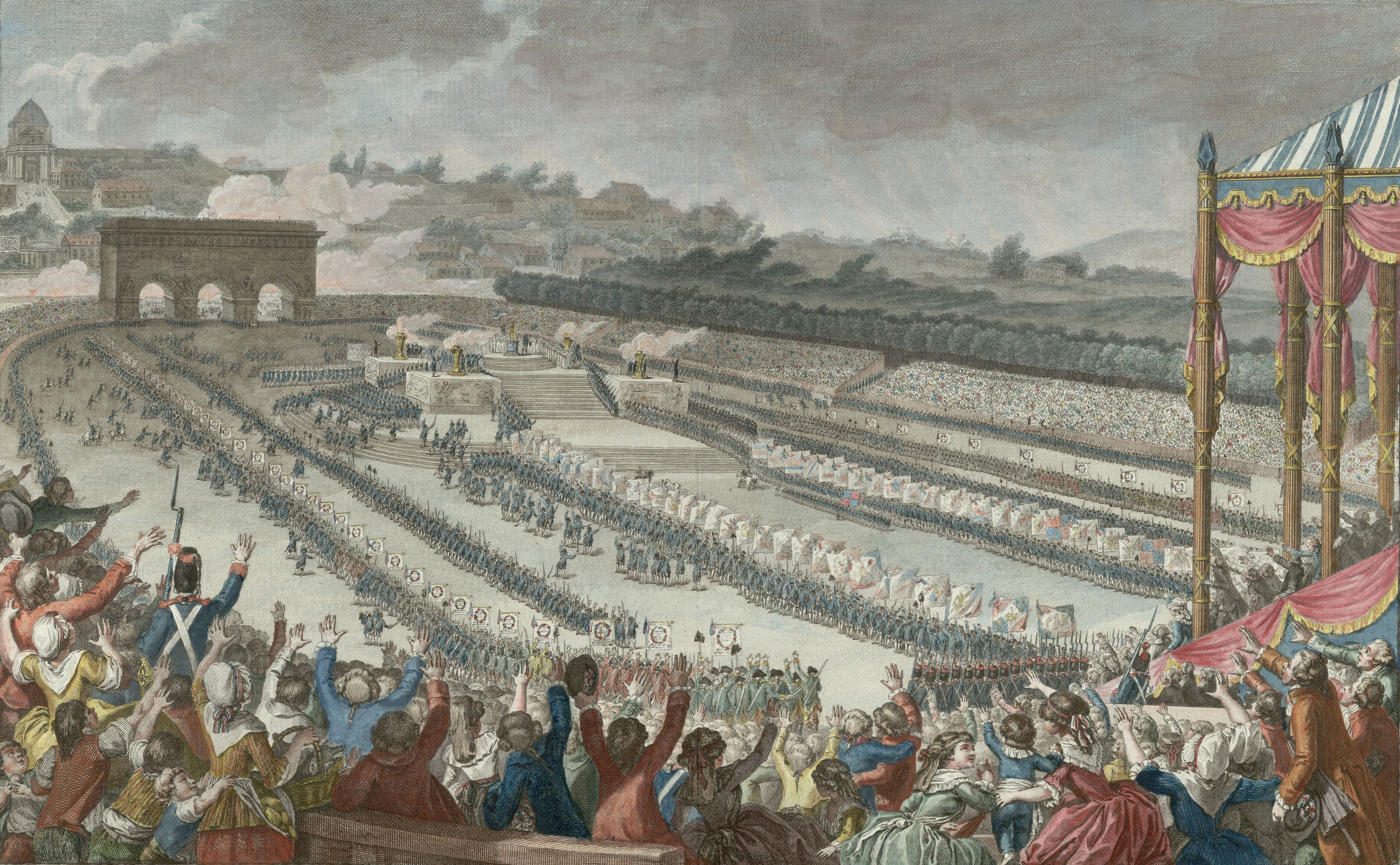
A „Legfőbb Lény” ünnepe a Mars-mezőn 1794. június 14-én

1794 márciusában a Konvent megszabadult az 1793 végének folyamán a jakobinusok szélsőbaloldali belső ellenzékévé szerveződő veszettektől, a dantonisták legfőbb politikai ellenségétől, valamint vezetőjüktől Hébert-től. Azonban hiába szabadult meg Hébert követőitől, és beszélt korábban Danton pártját fogva, a teljes politikai egység érdekében és belső nyomás hatására Dantont, és a követőit is vérpadra küldte 1794 áprilisában. Ez döntött végül Camille Desmoulins sorsáról is, akit Robespierre régi barátja lévén, A Megvesztegethetlen közbenjárásával többször is felmentettek a terrort támadó cikkeiről való komolyabb számadás alól. Robespierre rövidesen Danton és Desmoulins hátrahagyott özvegyeit is kivégeztette.
Azután megszervezte a „Legfőbb Lény” kultuszát, amely szerint Isten – a Legfőbb Lény – a teremtés óta a természet törvényei által a világot közvetlen beavatkozás nélkül „kormányozza”. Tiszteletére a maga rendezte szenteskedő modorában az első ünnepét 1794. június 8-án, és maga mutatta be az áldozatot.
1794. június 10-én beterjesztették a prairiali törvényeket, melyek a forradalmi terror további kiterjesztését célozták. A Forradalmi Törvényszéknek júniusi újjászervezése után 1285 embert hurcoltattak a vérpadra. Ekkor már maguk a konvent tagjai, köztük Tallien, Fouché, Collot d’Herbois, Billaud-Varennes, Fréron és mások, életüket féltve, titkos összeesküvést szerveztek a Közjóléti Bizottságban Robespierre és követői ellen.

### Bukása, halála
Robespierre, hogy ellenfeleire halálos csapást mérjen, 1794. július 26-án (thermidor 8-án) a konventhez intézett nagyszabású beszédében lerántotta a leplet egy olyan összeesküvésről, mely állítólag a konvent megbuktatására tört volna. A képviselők követelték, hogy nevezze meg a résztvevőket és nyújtson be bizonyítékokat, Robespierre azonban nem tudott ilyennel szolgálni. Beszéde hatás nélkül maradt.

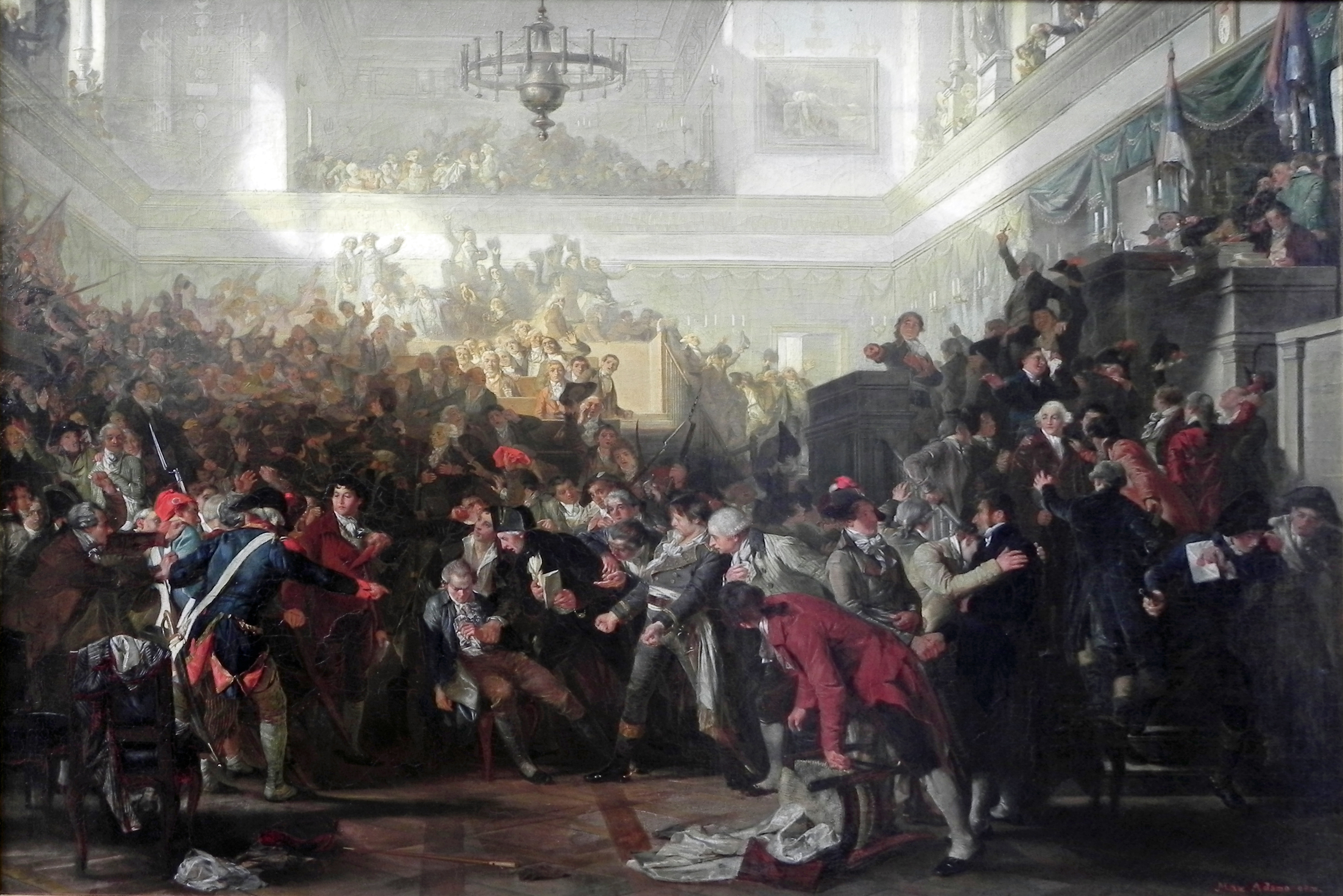
Max Adamo:Robespierre bukása a Konventben 1794. július 27-én

A konvent egyik tagja Robespierre elfogatását javasolta, ezt a többség Couthon és Saint-Just tiltakozása ellenére el is fogadta. Robespierre-t nyomban elfogták és a Luxembourg-palotába szállították. A külvárosok csőcseléke azonban kiszabadította bálványát és a Városházára vezette, ahol Robespierre találkozhatott az időközben szintén kiszabadított párthíveivel. Robespierre közvetlenül a hadsereget akarta egy konvent elleni katonai akcióra felszólítani, tétlensége és habozása azonban megbénította híveinek a konvent tagjai ellen tervezett akcióját. A konvent halálos veszélybe került tagjai ellenben szokatlan erélyt tanúsítottak: Paul Barras tábornoknak parancsot adtak az azonnali támadásra. 

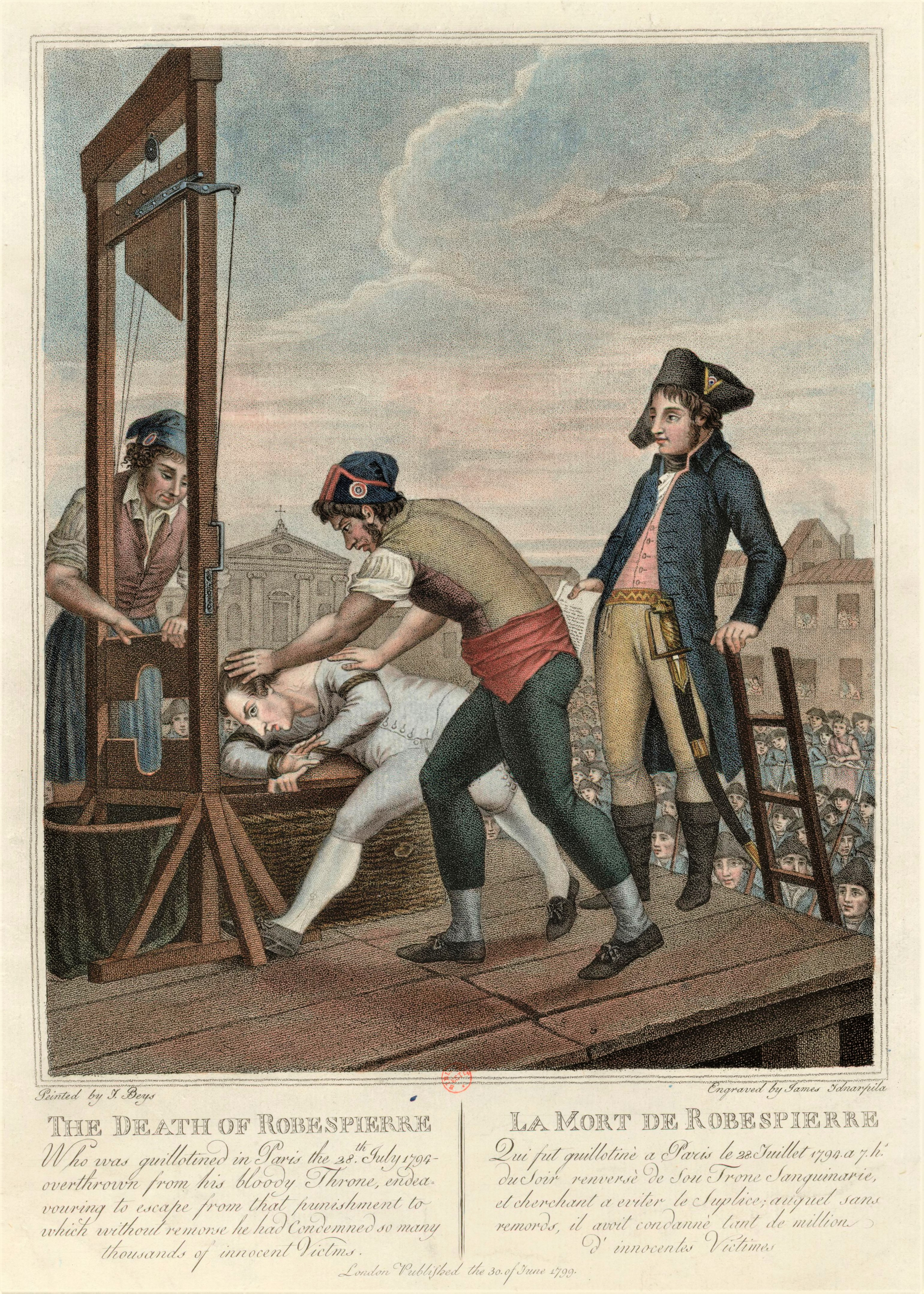
Robespierre lefejezése 1794. július 28-án délután

A július 27-ről 28-ra (thermidor 9-ről 10-re) virradó éjszakán Barras csapata – tüzérség bevetésével – megostromolta és bevette a városházát. Robespierre, állítólag saját kezével, pisztollyal próbált életének véget vetni; hihetőbb azonban, hogy egy, a harc során az épületbe betört nemzetőr röpítette a golyót a zsarnok fejébe, de a golyó csak Robespierre állkapcsát zúzta össze. Más változat szerint pisztolyával lőni készült a benyomulókra, de a zűrzavarban meglökték vagy elsodorták, és saját fegyverének véletlen elsütése okozta sérülését.
A sebesült Robespierre-t ezután a Conciergerie-be vitték. Fegyveres lázadás szervezésének vádjával a konvent per és tárgyalás nélkül azonnal végrehajtandó halálos ítéletéről határozott. Július 28-án (thermidor 10-én) délután 6 óra tájban 20 társával együtt a vérpadra szállították. Lefejezését a nép örömujjongással és tapssal fogadta.
Bukása a jakobinus rémuralom végét jelentette. Az emberek követelték a forradalom lezárását és a terror végét. Ennek jegyében sor került a gyilkológép, a nyaktiló szétszedésére.
A kivégzettek testét közös sírba vetették a párizsi Cimetière des Errancis temetőben. 1840-ben hívei feltúrták az akkor már nem működő temetőt, de nem találták meg Robespierre testét. 1853-ban, a Boulevard de Malesherbes építése körüli tereprendezések során a feltárt maradványokat kiásták, és egybegyűjtve a párizsi katakombákban halmozták fel, a feltételezések szerint együtt összekeveredtek Rabelais, Charles és Claude Perrault, Racine, Colbert, Robespierre, Danton, Camille Desmoulins és még sokan mások csontjaival.

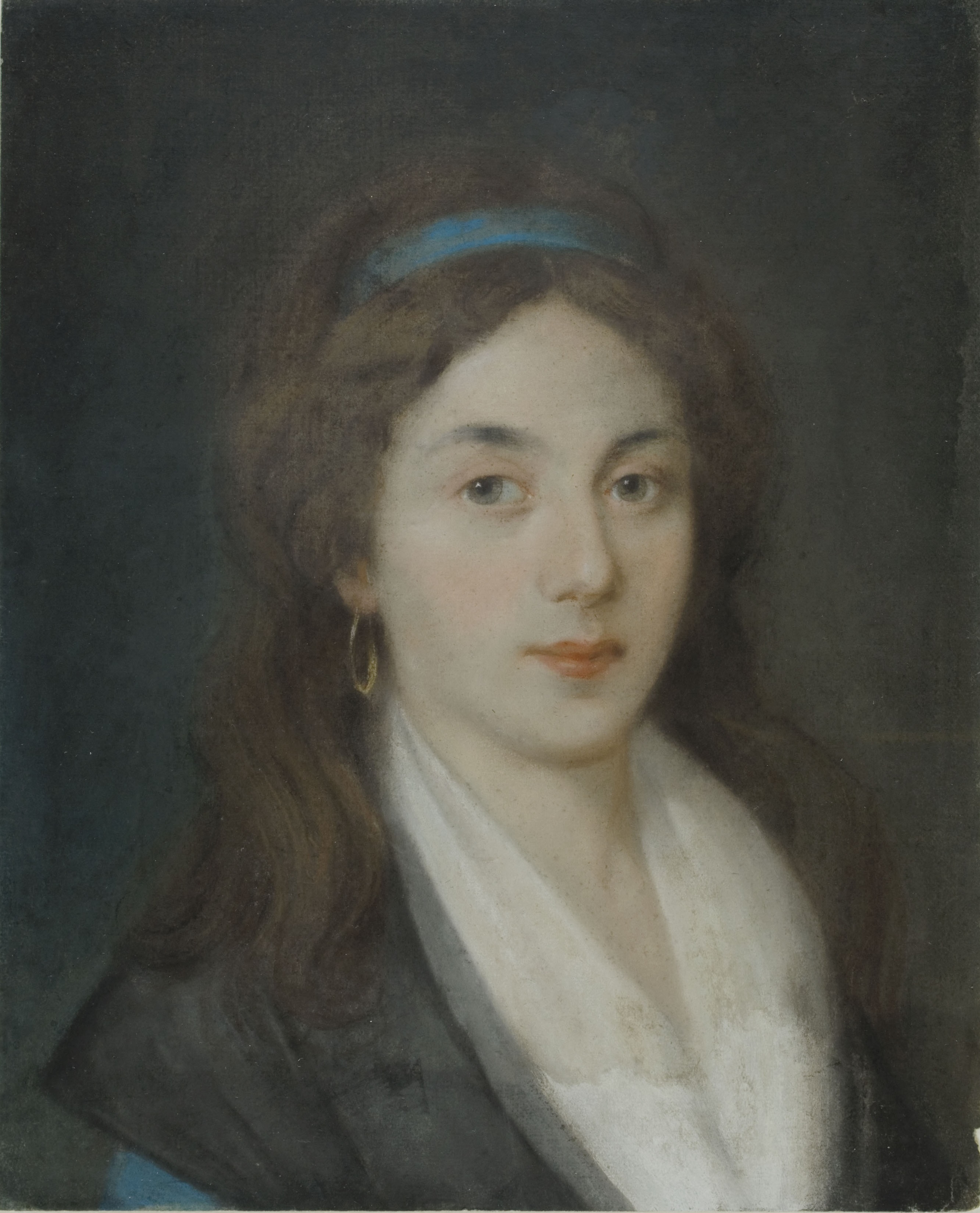
Éléonore Duplay arcképe 1790 körül (Párizs, Musée Carnavalet)

## Magánélete és személye
Robespierre nem nősült meg, de feltételezik, hogy viszonya volt Éléonore Duplay polgárlánnyal, aki Robespierre szállásadójának és védelmezőjének, Maurice Duplay  (1736-1820) jakobinus asztalosmesternek leánya volt. Robespierre halála után Éléonore nem ment férjhez, sőt folyton feketében járt, talán egész életében gyászolta őt.
Más nőkkel szemben Robespierre kifejezetten idegenkedő volt, sokan ezért nőgyűlölőnek tartották. Megnyilvánulásai alapján feltételezhető továbbá, hogy élt benne egyfajta kóros nárcizmus, elnyomott, öntudatlan homoszexualitás, sőt egy eltorzult szülői kép is: anyja korai elvesztése és apja általi cserbenhagyása miatt folyton hajszolt a tökéletes szülői ideált.

## Művei
Robespierre munkái 1832-42-ben jelentek meg Párizsban Oeuvres choisies de M. Robespierre címmel, Laponneraye és Carrel szerkesztése mellett; más kiadás Vermoreltől való (uo. 1865).
- Beszédei (franciául)

### Magyarul megjelent művei
- Három beszéd Robespierretől / A háborúról 1793. dec. 5. / A forradalmi kormány elveiről. 1793. dec. 25. / A belkormányzás elveiről. 1794. febr. 25.; ford. Magos Ernő; Müller Ny., Pest, 1848
- Robespierre emlékiratai; ford. Lányi Margit; Phőnix, Bp., 1944 (Klasszikus írások)
- A vallási és erkölcsi eszméknek a köztársasági elvekkel való kapcsolatáról; ford. Ludassy Mária; in: A francia felvilágosodás morálfilozófiája. Válogatás; vál., utószó, jegyz. Ludassy Mária; Gondolat, Bp., 1975 (Etikai gondolkodók)
- Elveim kifejtése. Beszédek és cikkek; vál., előszó, kronológia, jegyz. Ludassy Mária, ford. Nagy Géza; Gondolat, Bp., 1988 (Politikai gondolkodók) ISBN 963-282-074-6

## Kapcsolódó irodalom
- Ludassy Mária: Robespierre, az erényes forradalmár
- Családfa (18. generációig visszamenőleg)
- Marczali Henrik: Nagy képes világtörténet, X. kötet: A forradalom és Napoleon kora, II. rész: A franczia forradalom, IX. fejezet: A rémuralom